# تعاليم الباب
تعاليم الباب تُشير إلى تعاليم السيد علي محمد مؤسس البابية، وأحد الشخصيات المركزية الثلاث في الدين البهائي. كان تاجرًا من شيراز في بلاد فارس، والذي ادعى في سن الرابعة والعشرين (في 23 أيار 1844 م) أنه القائم الموعود (أو المهدي). وبعد إعلانه هذا اتخذ لقب "باب". ألّف مئات الرسائل والكتب (والتي غالبًا ما يطلق عليها اسم الألواح) والتي ذكر فيها ادعاءاته المهدوية وحدد تعاليمه، والتي شكلت شريعة جديدة أو قانونًا دينيًا. وفي نهاية المطاف، اكتسبت حركته عشرات الآلاف من المؤيدين، وواجهت معارضة شديدة من رجال الدين الشيعة في إيران، وقمعتها الحكومة الإيرانية، مما أدى إلى اضطهاد الآلاف من أتباعه، الذين يطلق عليهم البابيون. في عام 1850 م أُعدم الباب رميًا بالرصاص في تبريز.
يمكن تقسيم تعاليم الباب إلى ثلاث مراحل واسعة، ولكل منها تركيز موضوعي مهيمن. تتحدد تعاليمه المبكرة في المقام الأول من خلال تفسيره للقرآن والتقاليد الإسلامية الأخرى. وبينما يستمر هذا الأسلوب التفسيري في جميع المراحل الثلاث من تعاليمه، يحدث تحول حيث ينتقل التركيز إلى التصريحات التشريعية والتوضيح الفلسفي. وفي المرحلة الفلسفية يقدم الباب شرحًا لميتافيزيقا (ما وراء طبيعة) الوجود والخلق، وفي المرحلة التشريعية يتوحد مبادئه الصوفية والتاريخية بشكل واضح.
إن تحليل كتابات الباب عبر المراحل الثلاث يظهر أن جميع تعاليمه كانت مدفوعة بمبدأ مشترك له أبعاد وأشكال متعددة.
وتعطي كتابات الباب معاني جديدة لمفاهيم الله والدين والأنبياء، وتفسر المفاهيم الدينية مثل الجنة والنار والقيامة وفقًا لذلك. ومن بين التعاليم المهمة لحضرة الباب: الوحي التدريجي، واستمرار الدين وتجديده، وتحسين وضع المرأة، وإلغاء الكهنوت، والتأكيد على النبل الإنساني. وهناك تركيز أساسي آخر في تعاليمه وهو تأكيده على ظهور شخصية مسيانية يشير إليها في كثير من الأحيان باسم "الذي سيجعله الله ظاهرًا". ويناقش الباب دائمًا وحيه وقوانينه في سياق هذه الشخصية الموعودة. على عكس الديانات السابقة حيث كانت الإشارة إلى الشخصيات الموعودة عرضية فقط وفي تلميحات وإشارات، فإن التركيز الرئيس في كتاب "البيان"، وهو الكتاب الأم للعهد البابي، هو إعداد الطريق "لمن سيجعله الله ظاهرًا".

## المراحل الثلاثة

### تفسير القرآن الكريم
في سنواته الأولى، ركز الباب على التفسيرات والتعليقات على آيات القرآن الكريم، وعلى التعاليم التي تمثل "الإسلام الحقيقي" "حتى يوم القيامة". خلال هذا الوقت، وبينما ظلت العديد من الأحكام الإسلامية سارية المفعول في كتاباته، ادعى الباب أنه يمتلك السلطة لتوضيح القضايا المتعلقة بتفاصيل الشريعة الإسلامية. لقد استخدم هذا النوع من الأدب ضد التيار السائد من التقاليد، وقام بتفسير النصوص والتقاليد الإسلامية لتحويل وعكس وإعادة تعريف المعاني التقليدية. على سبيل المثال، كان يميل إلى الانحراف عن الممارسات الإسلامية القياسية من خلال جعل المتطلبات أكثر صرامة، مثل فرض صلوات إضافية. وكان مناقشة موضوعات الألفية الشيعية أيضًا جزءًا مهمًا من الأعمال المبكرة وأعطى حركته طابعًا كارثيًا؛ كان هذا يوم عودة المهدي، يوم انتصار الله وسلطانه. فمنحوا الحركة البابية جاذبية شعبية واسعة النطاق.

### التصريحات التشريعية
بدأت مبادئ الباب المبكرة تتغير في عام 1848 م عندما بدّلت الشريعة الإسلامية. وقد تضمنت الشريعة البابية شكلًا خاصًّا بها من الحج إلى بيت الباب في شيراز. تم تعريف تقويم بابي مكون من تسعة عشر شهرًا، كل شهر منها تسعة عشر يومًا، يبدأ في عيد النوروز الفارسي، ويتضمن فترة إضافية مدتها أربعة أيام (لرفع إجمالي الأيام إلى 365، حيث 19 × 19 يساوي 361 فقط). وكان آخر شهر مكون من 19 يومًا، والذي يوافق شهر آذار، هو شهر الصيام البابي. وكانت الصلاة البابية الإلزامية مختلفة عن الممارسة الإسلامية أيضًا، ولكنها كانت أقل أهمية مقارنة بالذكر، وتكرار الآيات الكتابية المختلفة. كانت القوانين المنظمة للزواج تحظر تعدد الزوجات، وتحظر التسري، وتضع فترة انتظار لمدة عام قبل إتمام الطلاق. مثل هذه القوانين، فضلًا عن إزالة أي حاجة صريحة للنساء لارتداء الحجاب وحقيقة أن عقوبة التسبب في الحزن للنساء هي ضعف عقوبة التسبب في الحزن للرجال في البيان (الفارسية بيان 7:18). لقد علم الباب أنه بما أن الله يتجاوز حدود الذكر والأنثى، فإن الله يريد أن "لا يتفضل الرجال على النساء، ولا تتفضل النساء على الرجال"؛ وأن المسلمين الحاليين في المذاهب الفقهية الأربعة يسيؤون تأويل هذه الأقاويل وأمر أتباعه بعدم إساءة معاملة النساء "حتى طرفة عين". كما شجع تعليم المرأة ولم يظهر أي تمييز بين الجنسين في قوانين البابي بشأن التعليم. يشير أرمين إشراغي إلى سياق إيران في القرن التاسع عشر، وأن "القراء الغربيين المعاصرين قد لا يقدرون الإمكانات الثورية" لتعاليم الباب القائلة بأن "أولئك الذين نشأوا في هذا المجتمع، رجالاً ونساءً، يُسمح لهم بالنظر [إلى بعضهم البعض] والتحدث والجلوس معًا"  كما تتجسد الإرادة الأولى لله في صورة أنثى خادمة السماء [الإنجليزية].

### التوضيح الفلسفي
في كتاباته اللاحقة، وصف الباب الجوهر الإلهي أو الأبدي بأنه غير قابل للمعرفة، ولا يمكن وصفه، ولا يمكن الوصول إليه. وقد شبه الباب الإلهي بالشمس التي تبقى واحدة، على الرغم من أنها تظهر تحت أسماء وأشكال مختلفة في الأشخاص والأنبياء الذين تتجلى فيهم. تظهر بعض هذه التعاليم سمات مشتركة مع الطوائف الشيعية السابقة مثل الإسماعيلية والحروفية. ومع ذلك، فإن تعليمه بشأن الحاجة إلى "الدورات النبوية" المتعاقبة هو مفهوم أصلي تمامًا. كما قام بإعادة تفسير المصطلحات الشيعية الأخروية، مثل "القيامة"، و"يوم القيامة"، و"الجنة" و"الجحيم". وأوضح أن "القيامة" تعني ظهور وحي جديد، وأن "إقامة الموتى" تشير إلى الصحوة الروحية لأولئك الذين ابتعدوا عن الدين الحقيقي. وأضاف أن "يوم القيامة" يشير إلى الوقت الذي يأتي فيه ظهور جديد لله، وقبوله أو رفضه من سكان الأرض. وهكذا علّم الباب أن آخر الزمان قد جاء مع وحيه وأن عصر القيامة قد بدأ، وأن آخر الزمان كان رمزيًّا باعتباره نهاية الدورة النبوية الماضية. لقد تم إعادة تفسير المعتقدات الشيعية التقليدية بشكل جذري لدرجة أنه لم يتبق سوى القليل من التوقعات التقليدية الشعبية. هناك موضوع ثابت آخر في أعماله، وخاصة في كتاب "بيان" الفارسي، وهو موضوع من سيجعله الله ظاهرًا: شخصية مهدوية ستأتي بعده. وحث البابيين على ترك كرسي له في جميع التجمعات والاستعداد دائمًا لقبوله.

## ملحوظات
1. ↑  Saiedi 2008، صفحات 27–28
2. ↑  Saiedi 2008، صفحات 49
3. 1 2  Saiedi 2008، صفحات 40
4. 1 2 3  MacEoin 1989.
5. ↑  Smith 1987، صفحات 33, 42
6. ↑  Smith 1987، صفحات 34
7. ↑  Moojan Momen 2012.
8. ↑  Saiedi، Nader. "The Bab and Modernity". مؤرشف من الأصل في 2025-05-13.
9. ↑  Keddie 2006، صفحة 46.
10. 1 2  Eschraghi 2021، صفحة 232.
11. ↑  Saiedi 2008، صفحات 154
12. 1 2  Bausani 1999.
13. ↑  Esslemont, J.E. 1980.
14. ↑  Amanat 2000، صفحة 230–254.